# Michele Basile (politico)
Michele Basile (Vibo Valentia, 1º gennaio 1915 – 13 maggio 1974) è stato un politico italiano.

## Biografia
Avvocato, già consigliere comunale a Vibo Valentia, fu candidato al Senato nel 1958 e nel 1963 nella lista del Movimento Sociale Italiano, è stato senatore della Repubblica subentrando a Michele Barbaro, deceduto nel 1965. È rimasto a Palazzo Madama fino al giugno 1968. Ricandidato alle politiche del 1968 e del 1972, non fu rieletto.